# Estruturas de Yonaguni

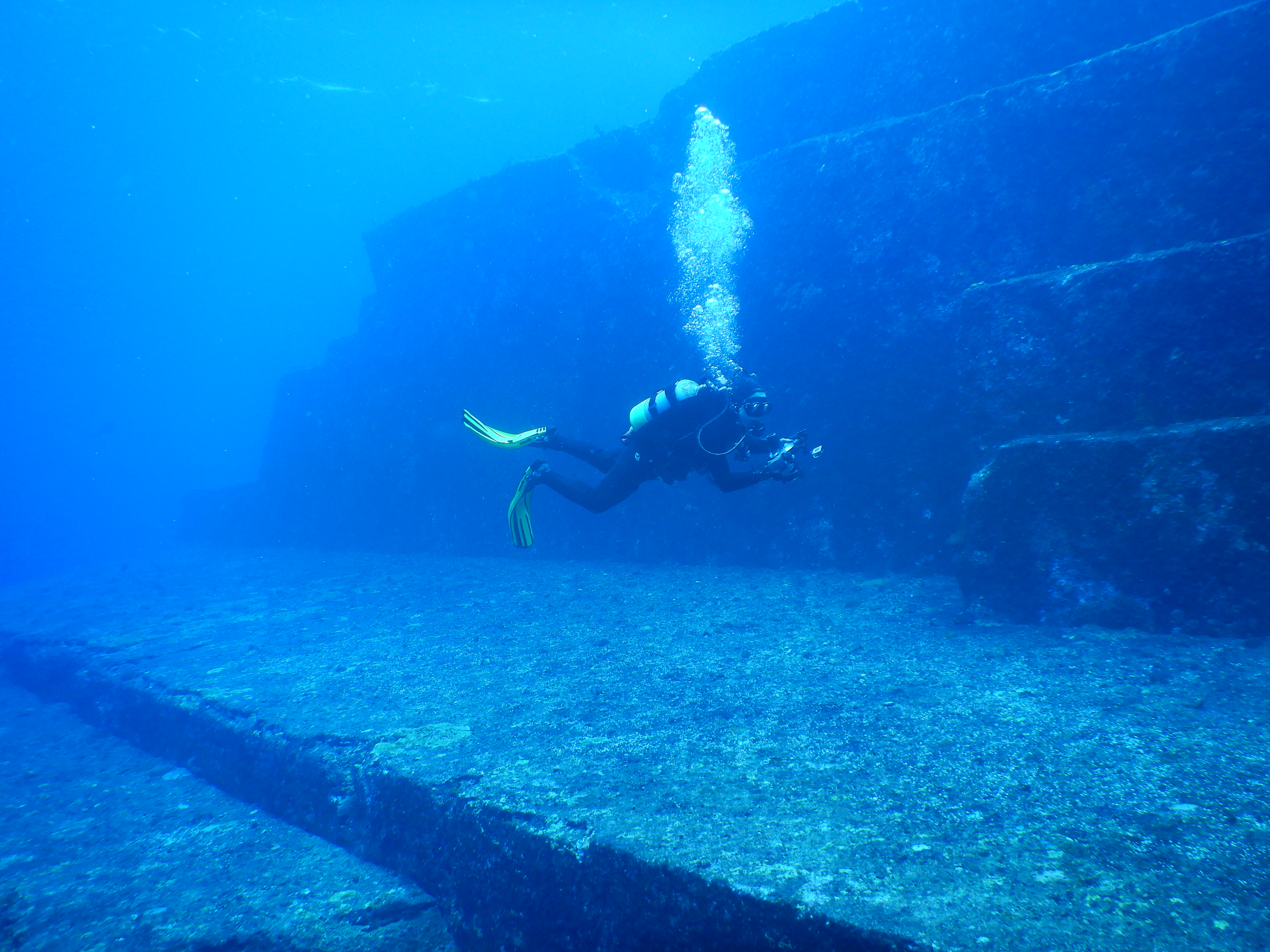
Mergulhador ao lado das formações.

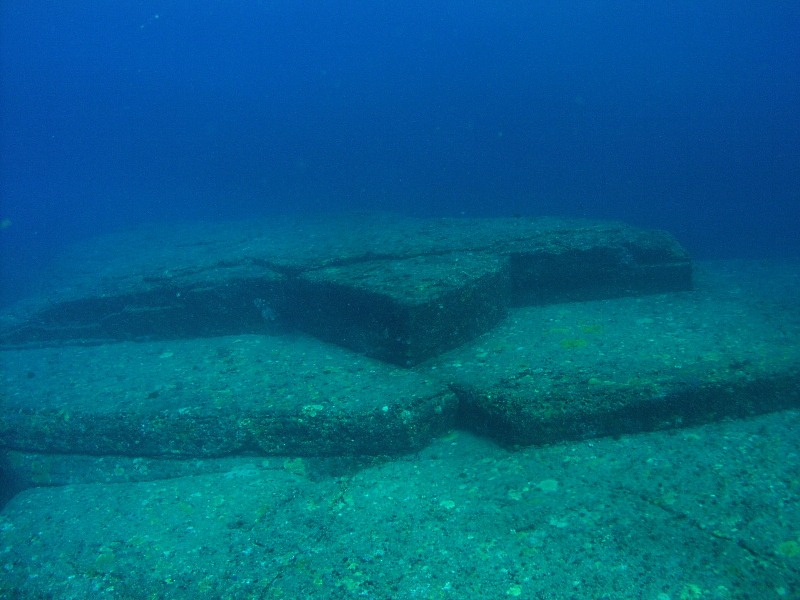
Formação em formato de "tartaruga".

Alguns dos "terraços".

O Monumento Yonaguni (与那国島海底地形, Yonaguni-jima Kaitei Chikei, lit. "Topografia submarina da ilha Yonaguni"), também conhecido como Estruturas de Yonagui, é uma formação rochosa submersa na costa de Yonaguni, a mais meridional das ilhas Ryukyu, no Japão. Fica a cerca de cem quilômetros a leste de Taiwan. 
O geólogo marinho Masaaki Kimura afirma que as formações são monólitos escalonados feitos pelo homem. Essas alegações foram descritas como pseudoarqueológicas. Nem a Agência Japonesa de Assuntos Culturais nem o governo da Prefeitura de Okinawa reconhecem as formações como artefatos culturais importantes e nenhuma agência governamental realizou trabalhos de pesquisa ou preservação no local.

## Descoberta
O mar ao largo de Yonaguni é um local de mergulho popular durante os meses de inverno devido à sua grande população de tubarões-martelo. Em 1986, enquanto procurava um bom lugar para observar os tubarões, Kihachiro Aratake, diretor da Associação de Turismo Yonaguni-Cho, observou algumas formações no fundo do mar que se assemelhavam a estruturas arquitetônicas. Pouco tempo depois, um grupo de cientistas dirigido por Masaaki Kimura, da Universidade dos Ryūkyūs, visitou as formações. 
Desde então, a formação se tornou uma atração relativamente popular para os mergulhadores, apesar das fortes correntes. Em 1997, o industrial japonês Yasuo Watanabe patrocinou uma expedição informal, incluindo os escritores de pseudoarqueologia John Anthony West e Graham Hancock, o geólogo e teórico marginal Robert Schoch, a fotógrafa Santha Faiia, alguns mergulhadores e instrutores esportivos e uma equipe de filmagem do Channel 4 e do Discovery Channel. Outro visitante notável foi o mergulhador Jacques Mayol, que escreveu um livro sobre seus mergulhos em Yonaguni.

## Localização e geologia
As formações estão localizadas abaixo do penhasco de Arakawabana (Yonaguni: Araga-bana), que é a ponta sul da ilha de Yonaguni, com sua face principal orientada para o sudeste.
Ela é composta de arenitos e argilitos do Mioceno. Acredita-se que tenham sido criada cerca de 20 milhões de anos atrás. A maioria das rochas nas formações está conectada à massa rochosa subjacente (em vez de ser montada em rochas independentes). 

## Formação natural
Alguns dos que estudaram a formação, como o geólogo Robert Schoch, da Universidade de Boston, afirmam que é provável que seja natural. Schoch observou que os arenitos que compõem a formação de Yonaguni "contêm vários planos paralelos bem definidos ao longo dos quais as camadas se separam facilmente. As rochas deste grupo também são atravessadas por vários conjuntos de juntas paralelas, orientadas verticalmente na rocha. Essas articulações são fraturas paralelas naturais, pelas quais as formações retangulares vistas na área provavelmente se formaram. Yonaguni fica em uma região propensa a terremotos; esses terremotos tendem a fraturar as rochas regularmente." Ele também observa que existem formações semelhantes na costa nordeste de Yonaguni.  John Anthony West também chega à mesma conclusão.  Schoch também acredita que os "desenhos" identificados por Kimura são arranhões naturais nas rochas e sugere que as "paredes" são simplesmente plataformas horizontais naturais que caíram em uma posição vertical quando as rochas abaixo delas corroeram e as supostas "estradas" são simplesmente canais na rocha.
O geólogo alemão Wolf Wichmann, que estudou as formações em 1999 durante uma expedição organizada pela Spiegel TV em 2001 a convite de Graham Hancock, conclui que as formações podem ter sido formadas por processo natural.
Em Sanninudai, há formações de arenito em forma de degrau em terra semelhantes às do Yonaguni. Robert Schoch, assim como Patrick D. Nunn, professor de geociência oceânica da Universidade do Pacífico Sul, observam que as formações são puramente naturais.

### Reivindicações pseudoarqueológicas de estruturas artificiais
Kimura primeiro estimou que o monumento deveria ter pelo menos 10.000 anos (8.000 a.C.), datando de um período em que estaria acima da água e, portanto, supôs que o local pudesse ser um remanescente do mítico continente perdido de Mu. Em um relatório entregue ao 21º Congresso de Ciências do Pacífico em 2007, ele revisou essa estimativa e a datou de 2.000 a 3.000 anos atrás, porque o nível do mar estava próximo dos níveis atuais. Ele sugere que, após a construção, a atividade tectônica fez com que ela fosse submersa abaixo do nível do mar. O arqueólogo Richard J. Pearson acredita que isso é improvável. Kimura acredita que ele conseguiu identificar uma pirâmide, castelos, estradas, monumentos e um estádio. Ele agora acredita que essas estruturas são remanescentes de Yamatai.
Os defensores de origem artificial, como o escritor de pseudoarqueologia Graham Hancock, também argumentam que, embora muitas das características vistas em Yonaguni também sejam vistas em formações naturais de arenito em todo o mundo, é altamente improvável a concentração de tantas formações peculiares em uma área tão pequena. Eles também apontam para a relativa ausência de blocos soltos nas áreas planas da formação, o que seria esperado se elas fossem formadas apenas pela erosão e fraturamento naturais. Robert Schoch observou que as rochas são varridas por fortes correntes marítimas.